# Oryctoderus coronatus
Oryctoderus coronatus är en skalbaggsart som beskrevs av Bates 1877. Oryctoderus coronatus ingår i släktet Oryctoderus och familjen Dynastidae. Inga underarter finns listade i Catalogue of Life.